# Rhinophrynus dorsalis
Cóc đào hang Mexico (tên khoa học Rhinophrynus dorsalis) là loài duy nhất còn sinh tồn trong chi Rhinophrynus và họ Rhinophrynidae. Loài cóc này sinh sống ở miền nam Texas qua Mexico, Guatemala, Honduras và El Salvador đến Nicaragua và Costa Rica. Họ cóc này đã từng phổ biến rộng rãi hơn, bao gồm các loài khác nhau, phân bố xa về phía bắc Canada, nhưng đã biến mất trong thế Oligocen.
Tên khoa học của nó mang ý nghĩa là 'cóc mũi', từ rhino- (ῥῑνο-), dạng kết hợp của từ trong tiếng Hy Lạp cổ đại rhis (ῥίς, 'mũi') và phrunē (φρύνη, 'cóc').

## Mô tả
Loài cóc đào hang Mexico phát triển đến chiều dài 8 cm, và thường có những đốm đỏ trên cơ thể béo tròn của nó với một sọc đỏ dọc theo giữa lưng. Chúng có đôi chân ngắn và nhỏ, đầu nhọn. Các ngón chân với các phần phụ giống như cái xẻng bằng chất sừng, cùng với những đôi chân ngắn và khỏe giúp chúng đào hang. Đôi mắt của chúng là tương đối nhỏ, và màng thính giác là không thấy được. Duy nhất trong số các loài cóc ếch nhái, lưỡi cóc đào hang phóng ra trực tiếp từ phía trước miệng, thay vì búng lưỡi như ở tất cả các loài cóc ếch nhái khác.